# سلالم ترولار
سلالم ترولار رواية للروائي الجزائري سمير قسيمي. صدرت الرواية لأوّل مرة في العام 2019 عن منشورات البرزخ. ودخلت في القائمة الطويلة للجائزة العالمية للرواية العربية لعام 2020، المعروفة باسم «جائزة بوكر العربية».